# WNBC
WNBC는 미국의 뉴욕주의 뉴욕을 권역으로 하는 NBC 계열 텔레비전 방송국이다. 채널 번호는 4번이다. 보조채널 4.2번에서는 Cozi TV를 방송하고 있다. 자매채널로 텔레문도 계열 방송인 WNJU, 지역 스포츠 케이블 채널인 스포츠넷 뉴욕이 있다.
WNBC의 스튜디오가 위치한 NBC 스튜디오는 록펠러 센터의 GE 빌딩에 있다.

## 연혁
WNBC는 1938년 6월 RCA에서 설립한 시험 방송국인 W2XBS가 최초이며, 첫 방송은 브로드웨이 연극을 방송한 것이다. 이후 1941년 6월 24일에는 WNBT라는 이름으로 정규 방송을 시작하였다. 처음 방송 당시에는 채널 1번으로 방송되었으나, 이후 1946년 봄에 채널 4번으로 지정되었다.
1954년 10월 18일에는 당시 NBC 모회사였던 RCA를 따서 호출부호를 WRCA-TV로 변경하였고, 1960년 5월 22일에는 WNBC-TV로 변경하였다.
1992년 6월 1일에는 접미사 "-TV"를 제거하고 현재의 호출부호인 WNBC가 되었다. 원래 이 호출부호는 1988년에 폐국된 자매 라디오 채널이었다.(중파 방송 600KHz로 현재 이 주파수는 WFAN이 방송되고 있다.)

## 뉴스 제목
- The Sunoco News with Lowell Thomas (1940–1941; a simple, one camera view of his NBC Blue radio network newscast)
- The News of World War II (1941–1944)
- The Camel News Caravan (1944–1951)
- The News with John McCaffrey (1951–1956)
- The Shell Oil News (1956–1960)
- Gabe Pressman and the New York Area News (1960–1963)
- The (Gabe) Pressman-(Bill) Ryan Report (1963–1966)
- The Sixth Hour News/The Eleventh Hour News (1966–1974)
- NewsCenter 4 (1974–1980)[1]
- News 4 New York (1980–1995 & 2008–present)[2]
- NewsChannel 4 (1995–2008; used with NewsChannel 4 HD branding from 2006 to 2008)[3]

## 같이 보기
- NBC